# Warren Casey
Warren Casey (20 april 1935 - 8 november 1988) was een Amerikaanse theater componist, tekstschrijver, schrijver en acteur. Hij is vooral bekend als schrijver en componist, samen met Jim Jacobs, van de (ook verfilmde) musical Grease.
- Bibsys: 44071
- Biblioteca Nacional de España: XX840331
- Bibliothèque nationale de France: cb139782540 (data)
- Gemeinsame Normdatei: 122006755
- International Standard Name Identifier: 0000 0001 0888 6641
- KulturNav: af6ea8fb-d7f2-4bb6-ae72-600a9c49973e
- Library of Congress Control Number: n82161763
- MusicBrainz: 71775cc7-2ec0-4e1f-8c7c-21cc6a8d32b7
- Nationale Bibliotheek van Tsjechië: jn20010310446
- Nationale Bibliotheek van Israël: 987007457439305171
- Nederlandse Thesaurus van Auteursnamen: 096555955
- SNAC: w6kx5w1h
- Système universitaire de documentation: 074332244
- Virtual International Authority File: 37110169
- WorldCat: E39PBJp9x6QyGWmrCRrH6WQcyd